# Andreessen Horowitz
Andreessen Horowitz (a16z) és una empresa de capital risc privada nord-americana fundada el 2009 per Marc Andreessen i Ben Horowitz. Té la seva seu a Menlo Park, Califòrnia, i el maig de 2024 gestionava 42.000 milions de dòlars en actius, sent la primera al rànquing de firmes de capital risc per volum d’actius.
Inverteix en startups emergents i empreses consolidades en sectors com la salut, consum, criptomonedes, videojocs, fintech, educació i tecnologies empresarials (incloent computació al núvol, seguretat i programari com a servei).
La empresa es va llançar amb un fons inicial de 300 milions de dòlars el 2009. En menys de dos anys, gestionava 1.200 milions. Ha seguit expandint-se amb fons de gran escala, incloent un fons de 9.000 milions el 2022. Marc Andreessen i Ben Horowitz van ser coneguts com a “super angels” per les seves inversions en tecnologia abans de fundar la empresa. Altres socis destacats inclouen Chris Dixon, Jeff Jordan, i Sriram Krishnan. El 2019 va obrir una oficina a San Francisco.